# عبد الطيب زكي الدين الأول
سيدنا عبد الطيب زكي الدين (وُلد في 8 صفر المظفر 972 هـ / 15 أيلول 1564 م - 2 ربيع الأول 1041 هـ / 1633 م) كان الداعي المطلق التاسع والعشرون من البهرة الداودية. وهو خلف الداعي الثامن والعشرون سيدنا الشيخ آدم صفي الدين في المنصب الديني.

## العائلة
وُلد سيدنا عبد الطيب زكي الدين عام 1564 م في أحمد آباد بالهند. والده هو سيدنا داود بن قطبشاه بينما كانت والدته راني آي صاحبة بنت علي بن جيفابهاي. كان لديه شقيقان: الداعي الثاني والثلاثون (32) سيدنا قطب خان قطب الدين، ميا خان جي وأخت تدعى حبيبة.

## الحياة
وفي عهده تأسست طائفة منشقة تدعى البهرة العلوية بقيادة علي بن إبراهيم حفيد سيدنا الشيخ آدم صفي الدين.

## الخلافة
وقد عيّن سيدنا زكي الدين (أعلن نصه) لسيدنا علي شمس الدين ليكون خليفته.

## الضريح
قام السيد محمد برهان الدين بتشييد ضريح جديد في عام 1996 م. الجدران الداخلية مزخرفة بآيات من القرآن الكريم بالخط الكوفي ومرصعة بالياقوت.

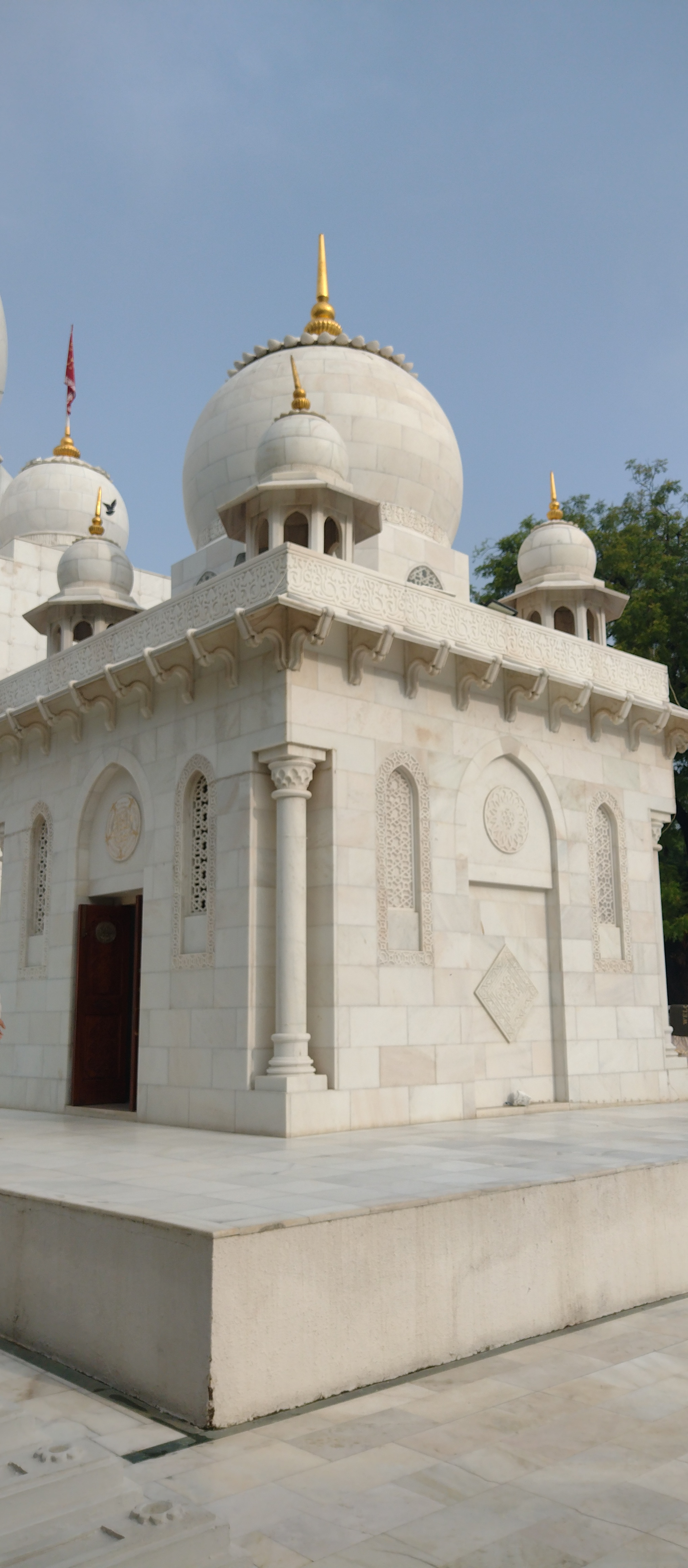
موقع دفن عبد الطيب زكي الدين

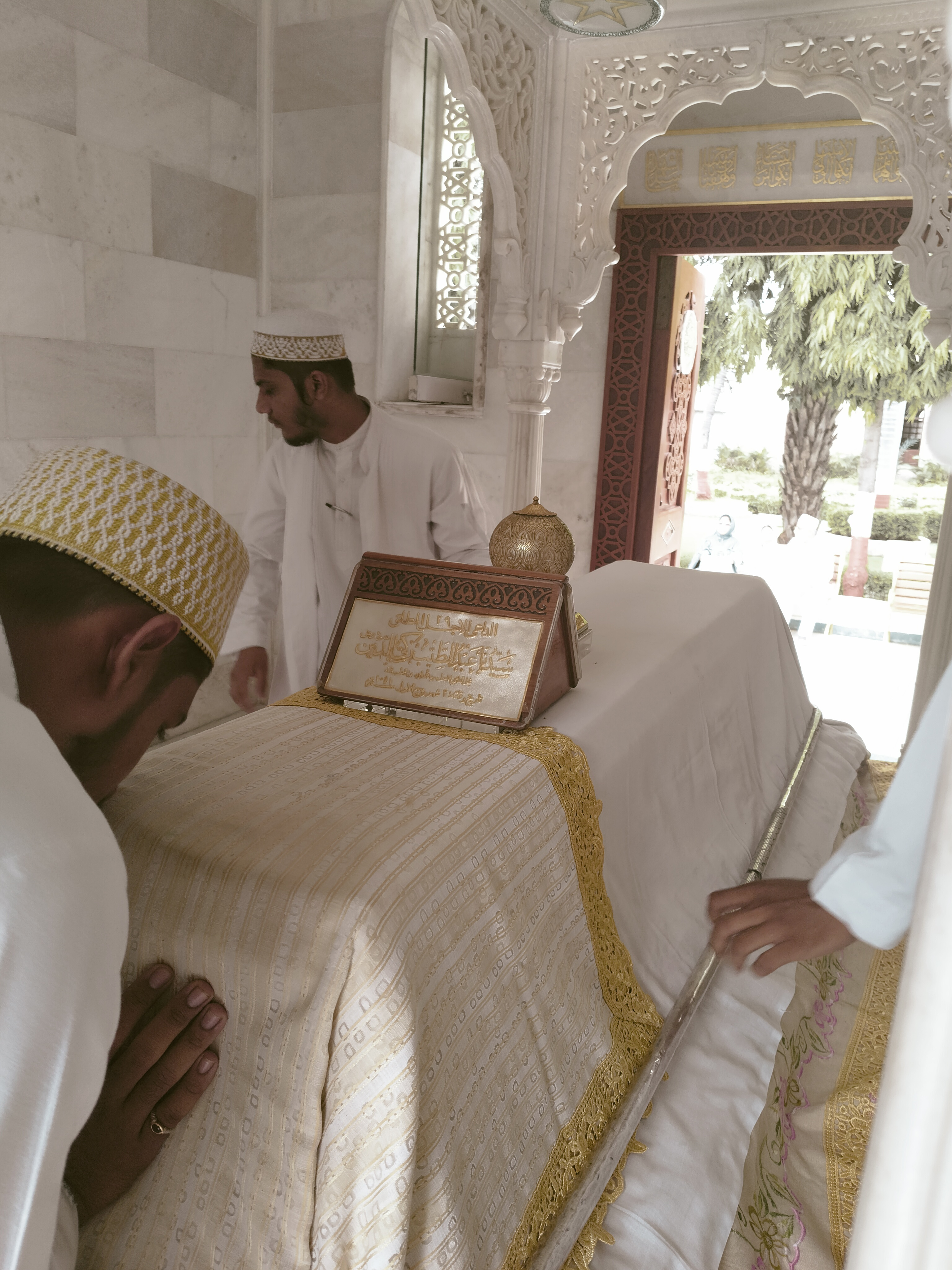
قبر سيدنا عبد الطيب زكي الدين، أحمد آباد

## قراءة إضافية
- دفتري، فرهاد، الإسماعيليون وتاريخهم وعقيدتهم (فصل -الإسماعيلية المستعلية-ص). 300-310)
- ليثان، يونغ، الدين، التعلم والعلم
- باخاراش، جوزيف دبليو ميري، الحضارة الإسلامية في العصور الوسطى

| ألقاب شيعيَّة                                                                                   | ألقاب شيعيَّة                                                 | ألقاب شيعيَّة               |
| --------------------------------------------------------------------------------------------- | ----------------------------------------------------------- | ------------------------- |
| عبد الطيب زكي الدين الأول الداعي المطلقولد: 15 أيلول 1564 م توفي: 2 ربيع الأول 1041 هـ/1633 م |                                                             |                           |
| سبقه الشيخ آدم صفي الدين                                                                      | الداعي المطلق التاسع والعشرون (29) 1030–1041 هـ/1622–1633 م | تبعه علي شمس الدين الرابع |